# Lievas
Lievas（リーバス）は、沖縄県沖縄市出身の音楽アーティスト。

## 概要・略歴
沖縄県立コザ高等学校の生徒だった愛香・里香がメンバーである。このグループ名は、ドイツ語で「愛すること」を意味する動名詞Lieben（リーベン）と、メンバー2人の頭文字であるA.Sを組み合わせた造語で、皆に愛される歌を愛して歌いたいという気持ちが込められている。2001年に作られた卒業ソング「旅立ち」は曲の感動が人づてに広がり、そして全国リリースもされたが結局オリコンには入らなかった。2008年に無期限活動休止が発表され、2009年4月現在、公式ホームページURLも消滅している。